# مسرشمیت ام‌ئی ۲۰۹
مسرشمیت ام‌ئی ۲۰۹ (به انگلیسی: Messerschmitt Me 209) یک هواگرد ساختِ کارخانهٔ مسرشمیت در کشور آلمان است. این هواگرد برای نخستین بار در ۱ اوت ۱۹۳۸ میلادی مورد استفاده قرار گرفت.